# Sanqaçals flygplats
Sanqaçals flygplats (azerbajdzjanska: Sanqaçal Qəsəbə Aedromu) är en liten flygplats i Azerbajdzjan.   Den ligger i distriktet Baku, i den östra delen av landet, 50 km sydväst om huvudstaden Baku. Flygfältet har ingen ICAO-kod utan istället används den inhemska koden AZ-0015. Dess funktion är främst att transportera arbetare från och till Sanqaçals oljefält. Flygplatsen har en landningsbana i kompassriktningarna 02/20, cirka 1 400 meter lång och underlaget består av grus.